# Manuela García Luquero
Manuela García Luquero (1800 - Segle XX) fou una pedagoga, inspectora d'ensenyament primari i dinamitzadora de les colònies vinculada a Alacant.

## Biografia
Al setembre del 31 va formar part com a inspectora del Consell Provincial de Primera Ensenyança de Logroño i va arribar a la Inspecció d'Alacant poc després, el 9 de gener de 1932. Ací troba a Guadalupe Delgado i dues inspectores més.
A banda de les funcions quotidianes de la seua tasca, s'interessa pel tema de les colònies escolars com ho demostra en el primer número del Boletín de Educación signant un llarg article, on transmet la preocupació de tota la Inspecció i la seua pròpia per aquesta activitat. Durant els anys anteriors ja s'havien realitzat alguns torns d'estiu, subvencionats per l'estat, els municipis i la Junta de Protecció a la Infància. Algunes d'aquests torns foren colònies mixtes. Vol que no siguen un fet esporàdic i per això necessiten una bona organització tècnica i econòmica. L'objectiu és tenir cura dels aspectes físics, instructius i morals de xiquets i xiquetes. Ateses les bones condicions climàtiques de la província, es podrien portar a terme durant bona part de l'any, però fallen les instal·lacions. Les escoles mateixes poden ser locals apropiats per a colònies de platja i de muntanya, amb l'objectiu que els alumnes colons gaudisquen de paratges diferents als propis del seu entorn. Com el que importa és la seua realització, en tota la província es triaran escoles, locals de lloguer o fins i tot hotels com a instal·lacions, ja que algunes escoles, sobretot a zones costaneres, no presenten bones condicions.
El pla presentat per a aconseguir els objectius recull els punts següents: 1r. Estudi previ de les condicions del medi geogràfic i del clima per a establir 3 tipus de colònies: d'hivern a la costa i d'estiu a la costa i a la muntanya. 2n. Estudi dels locals escolars que es pogueren necessitar per als 3 tipus de colònies. 3r. Anunci previ perquè els ajuntaments oferisquen l'intercanvi d'unes localitats amb altres, amb el dret preferent a les que puguen establir-hi un torn. 4t. Oferiment d'altres locals aliens a les escoles. 5é. Estudi detingut de la instal·lació i del parament, apropiats a les condicions de cada edifici, on caldria indicar el tipus de colònia a la qual aniria destinat i el nombre de colons capaç d'allotjar. 6é. Pressupost d'adquisició d'aquests elements i distribució, per dipositar-los en llocs adequats i en condicions d'ús posterior. 7é. Una inspecció rigorosa dels torns de les colònies, l'organització i el funcionament.
Tres anys després torna a tractar el tema de les colònies i informa sobre les realitzacions que es van aconseguint: locals, transport grautït en tren, torns de colònies mixtes i segregats a Biar, Castalla, Beneixama, la Vila Joiosa, Alcoleja... dirigides per un mestre o una mestra, o per un professor de l'Escola Normal, amb mestres auxiliars, cuineres i bugaderes. La selecció dels alumnes es realitzava a través de la Beneficència municipal o als centres escolars mateixos. Al febrer de 1976 escriu també El libro en la Escuela, com a eina didàctica.
Manuela García Luquero va continuar en la Inspecció d'Ensenyança Primària, després de la guerra, almenys fins al 1964, i en formà part de la Junta que presideix Virtudes Abenza.